# C'est la fin
Pour plus de détails, voir Fiche technique et Distribution.
C'est la fin (This Is the End) est une comédie américaine coproduite, coécrite, coréalisée et interprétée par Seth Rogen et Evan Goldberg sortie en 2013. Il s'agit d'une adaptation du court métrage Jay and Seth versus the Apocalypse de Jason Stone.

## Synopsis
Au cours d'une soirée organisée par James Franco dans sa toute nouvelle demeure, les convives, tous célèbres, sont rapidement confrontés à des phénomènes météorologiques et telluriques hors normes. La fin du monde et la survie va vite faire voler en éclats tous les faux semblants et apparences. 

## Fiche technique
- Titre original : This Is the End
- Titre français : C'est la fin
- Réalisation : Seth Rogen et Evan Goldberg
- Scénario : Evan Goldberg et Seth Rogen d'après une histoire d'Evan Goldberg et Jason Stone
- Direction artistique : Chris L. Spellman
- Décors : William Ladd Skinner
- Costumes : Danny Glicker (en)
- Photographie : Brandon Trost
- Son : Michael Babcock
- Montage : Zene Baker (en)
- Musique : Henry Jackman
- Production : Evan Goldberg, Lawrence Grey, Seth Rogen et James Weaver
- Société(s) de production : Mandate Pictures, Point Grey Pictures et Sony Pictures Entertainment
- Société(s) de distribution :  Sony Pictures Entertainment
- Budget : 32 millions de dollars
- Pays de production :  États-Unis
- Langue originale : anglais
- Format : couleur - 35 mm - 2,35:1 - son Dolby numérique
- Genre : Comédie horrifique et fantastique
- Durée : 107 minutes
- Dates de sortie :
  - États-Unis : 12 juin 2013
  - France : 9 octobre 2013
- Classifications : 
  - MPAA (USA) : R (Restricted)
  - CNC (France) : tous publics avec avertissement[1]

## Distribution
Dans leurs propres rôles :
- Seth Rogen (VF : Xavier Fagnon)

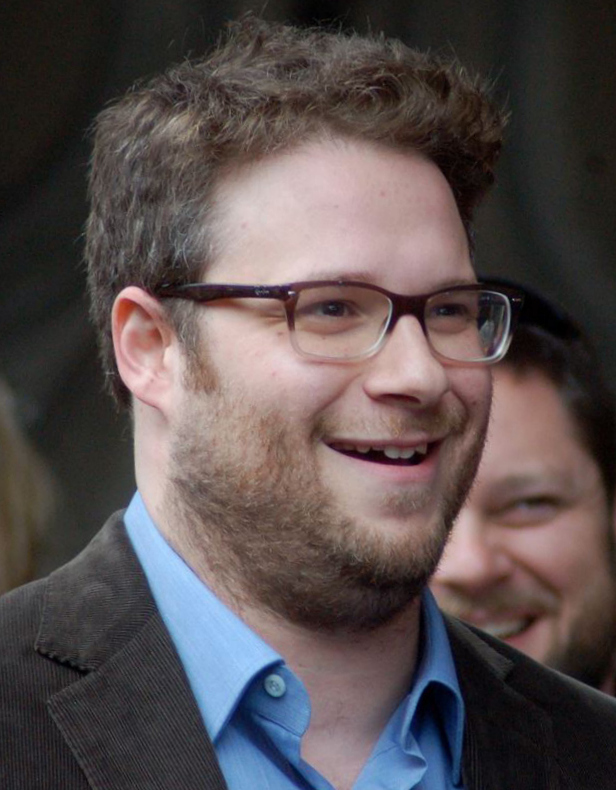
L'acteur Seth Rogen durant l'année de sortie du film.

- Jay Baruchel (VF : Antoine Schoumsky)
- James Franco (VF : Anatole de Bodinat)
- Jonah Hill (VF : Donald Reignoux)
- Danny McBride (VF : Jérémie Covillault)
- Craig Robinson (VF : Raphaël Cohen)
- Michael Cera (VF : Alexis Tomassian)
- Emma Watson (VF : Manon Azem)
- Mindy Kaling (VF : Victoria Grosbois)
- David Krumholtz (VF : Xavier Béja)
- Christopher Mintz-Plasse (VF : Hugo Brunswick)
- Rihanna (VF : Anne Mathot)
- Martin Starr (VF : Jean Rieffel)
- Paul Rudd (VF : Cédric Dumond)
- Jason Segel (VF : Jérôme Rebbot)
- Kevin Hart (VF : Emmanuel Garijo)
- Channing Tatum (VF : Adrien Antoine)
- Aziz Ansari (VF : Hervé Rey)

Dans un autre rôle :
- Carol Sutton (VF : Cathy Cerdà) : la caissière
- Brian Huskey (VF : Jerome Wiggins) : l'homme décapité

- Version française
  - Société de doublage : Cinéphase
  - Direction artistique : Marie-Eugénie Maréchal
  - Adaptation : Hélène Monsché

 Source et légende : version française (VF) sur RS Doublage , DSD Doublage et AlloDoublage

## Accueil

### Box-office
Aux États-Unis, C'est la fin rencontre un succès commercial en prenant directement la seconde place du box-office avec 33 027 297 $ pour son premier week-end d'exploitation, derrière Man of Steel. Après dix-sept semaines en salles , il finit son exploitation avec 101 470 202 $. À l'international, les recettes sont de 24 571 120 $, portant le cumul du box-office mondial à 126 041 322 $.
En France, le long-métrage, sorti dans une combinaison réduite en salles, ne parvient qu'à totaliser 30 101 entrées en première semaine à l'affiche. Après cinq semaines à l'affiche, le film finit son exploitation avec 58 602 entrées.

### Réception critique
C'est la fin a obtenu un accueil critique globalement favorable de la part de la presse, obtenant 84 % d'avis positifs sur le site Rotten Tomatoes, basé sur cent-quatre-vingt-dix-neuf commentaires collectés et une note moyenne de 7,1⁄10, où il est certifié « frais », dans le sens où une importante majorité de critiques ont approuvé ce film. Le site Metacritic lui attribue un score moyen de 67⁄100, basé sur quarante-et-un commentaires collectés.
Le film rencontre également un accueil critique positif mais modéré de la part du public, puisque le site IMDb lui attribue une note moyenne de 6,6⁄10, basé sur plus de 445 000 votes.

## Distinctions

### Récompenses
- Golden Trailer Awards 2013 : meilleure bande annonce[10]
- Las Vegas Film Critics Society Awards 2013 : meilleur film de comédie

### Nominations
- Critics' Choice Movie Awards 2014 : meilleure comédie